# Coupe du monde d'escalade de 2014
Navigation
25e édition 27e édition
La coupe du monde d'escalade 2014 est la 26e édition de la coupe du monde d'escalade. Elle se tient du 26 avril au 16 novembre 2014. Elle comporte huit épreuves de difficulté, huit de bloc et sept de vitesse.

## Classement général
| Catégories | Or                 | Or         | Argent                | Argent     | Bronze                   | Bronze     |
| ---------- | ------------------ | ---------- | --------------------- | ---------- | ------------------------ | ---------- |
| Difficulté | Jakob Schubert (2) | 516 points | Sean McColl           | 440 points | Adam Ondra               | 428 points |
| Difficulté | Jain Kim (3)       | 607 points | Mina Markovic         | 547 points | Magdalena Röck           | 501 points |
| Bloc       | Jan Hojer          | 558 points | Dmitrii Sharafutdinov | 467 points | Guillaume Glairon Mondet | 461 points |
| Bloc       | Akiyo Noguchi (3)  | 610 points | Shauna Coxsey         | 556 points | Anna Stöhr               | 488 points |
| Vitesse    | Danyil Boldyrev    | 461 points | Libor Hroza           | 419 points | Marcin Dzieński          | 402 points |
| Vitesse    | Mariia Krasavina   | 510 points | Iuliia Kaplina        | 476 points | Anouck Jaubert           | 455 points |
| Combiné    | Sean McColl        | 676 points | Adam Ondra            | 457 points | Domen Skofic             | 336 points |
| Combiné    | Akiyo Noguchi (3)  | 690 points | Mina Markovic         | 555 points | Momoka Oda               | 305 points |

## Étapes
| Dates                             | Lieu        | Difficulté | Bloc     | Vitesse  |
| --------------------------------- | ----------- | ---------- | -------- | -------- |
| 26 avril 2014-27 avril 2014       | Chongqing   | -          | X        | X        |
| 3 mai 2014-4 mai 2014             | Bakou       | -          | X        | X        |
| 10 mai 2014-11 mai 2014           | Grindelwald | -          | X        | -        |
| 16 mai 2014-17 mai 2014           | Innsbruck   | -          | X        | -        |
| 31 mai 2014-1er juin 2014         | Toronto     | -          | X        | -        |
| 5 juin 2014-6 juin 2014           | Vail        | -          | X        | -        |
| 20 juin 2014-22 juin 2014         | Haiyang     | X          | X        | X        |
| 27 juin 2014-28 juin 2014         | Laval       | -          | X        | -        |
| 10 juillet 2014-12 juillet 2014   | Chamonix    | X          | -        | X        |
| 19 juillet 2014-20 juillet 2014   | Briançon    | X          | -        | -        |
| 1er août 2014-2 août 2014         | Imst        | X          | -        | -        |
| 30 août 2014                      | Arco        | -          | -        | X        |
| 11 octobre 2014-12 octobre 2014   | Mokpo       | X          | -        | X        |
| 18 octobre 2014-19 octobre 2014   | Wujiang     | X          | -        | X        |
| 25 octobre 2014-26 octobre 2014   | Inzai       | X          | -        | -        |
| 15 novembre 2014-16 novembre 2014 | Kranj       | X          | -        | -        |
| Total : 16 étapes                 |             | 8 étapes   | 8 étapes | 7 étapes |

## Podiums des étapes

### Difficulté

#### Hommes
| Étapes      | Lieu                 | Or                  | Argent                   | Bronze            |
| ----------- | -------------------- | ------------------- | ------------------------ | ----------------- |
| 20 juin     | Haiyang (Chine)      | Jakob Schubert (13) | Sean McColl              | Gautier Supper    |
| 10 juillet  | Chamonix (France)    | Sachi Amma (6)      | Jakob Schubert           | Domen Skofic      |
| 19 juillet  | Briançon (France)    | Sachi Amma (7)      | Romain Desgranges        | Jakob Schubert    |
| 1er août    | Imst (Autriche)      | Adam Ondra (7)      | Sean McColl              | Jakob Schubert    |
| 11 octobre  | Mokpo (Corée Du Sud) | Jakob Schubert (14) | Domen Skofic             | Romain Desgranges |
| 18 octobre  | Wujiang (Chine)      | Stefano Ghisolfi    | Ramón Julián Puigblanque | Romain Desgranges |
| 25 octobre  | Inzai (Japon)        | Adam Ondra (8)      | Sachi Amma               | Domen Skofic      |
| 15 novembre | Kranj (Slovénie)     | Adam Ondra (9)      | Sean McColl              | Sachi Amma        |

#### Femmes
| Étapes      | Lieu                 | Or                 | Argent         | Bronze         |
| ----------- | -------------------- | ------------------ | -------------- | -------------- |
| 20 juin     | Haiyang (Chine)      | Jain Kim (19)      | Magdalena Röck | Anak Verhoeven |
| 10 juillet  | Chamonix (France)    | Jain Kim (20)      | Magdalena Röck | Mina Markovic  |
| 19 juillet  | Briançon (France)    | Jain Kim (21)      | Magdalena Röck | Anak Verhoeven |
| 1er août    | Imst (Autriche)      | Magdalena Röck     | Jain Kim       | Jessica Pilz   |
| 11 octobre  | Mokpo (Corée Du Sud) | Mina Markovic (14) | Anak Verhoeven | Hélène Janicot |
| 18 octobre  | Wujiang (Chine)      | Mina Markovic (15) | Anak Verhoeven | Hélène Janicot |
| 25 octobre  | Inzai (Japon)        | Jain Kim (22)      | Mina Markovic  | Maja Vidmar    |
| 15 novembre | Kranj (Slovénie)     | Mina Markovic (16) | Jain Kim       | Akiyo Noguchi  |

### Bloc

#### Hommes
| Étapes   | Lieu                 | Or                           | Argent                   | Bronze                   |
| -------- | -------------------- | ---------------------------- | ------------------------ | ------------------------ |
| 26 avril | Chongqing (Chine)    | Jan Hojer (2)                | Dmitrii Sharafutdinov    | Jorg Verhoeven           |
| 3 mai    | Bakou (Azerbaïdjan)  | Dmitrii Sharafutdinov (11)   | Jan Hojer                | Rustam Gelmanov          |
| 10 mai   | Grindelwald (Suisse) | Jan Hojer (3)                | Dmitrii Sharafutdinov    | Kilian Fischhuber        |
| 16 mai   | Innsbruck (Autriche) | Kilian Fischhuber (21)       | Adam Ondra               | Rustam Gelmanov          |
| 31 mai   | Toronto (Canada)     | Guillaume Glairon Mondet (3) | Jan Hojer                | Sean McColl              |
| 6 juin   | Vail (États-Unis)    | Dmitrii Sharafutdinov (12)   | Guillaume Glairon Mondet | Sean McColl              |
| 20 juin  | Haiyang (Chine)      | Jan Hojer (4)                | Sean McColl              | Guillaume Glairon Mondet |
| 27 juin  | Laval (France)       | Rustam Gelmanov (5)          | Guillaume Glairon Mondet | Jeremy Bonder            |

#### Femmes
| Étapes   | Lieu                 | Or                 | Argent        | Bronze        |
| -------- | -------------------- | ------------------ | ------------- | ------------- |
| 26 avril | Chongqing (Chine)    | Juliane Wurm (2)   | Shauna Coxsey | Akiyo Noguchi |
| 3 mai    | Bakou (Azerbaïdjan)  | Anna Stöhr (21)    | Akiyo Noguchi | Shauna Coxsey |
| 10 mai   | Grindelwald (Suisse) | Shauna Coxsey      | Anna Stöhr    | Juliane Wurm  |
| 16 mai   | Innsbruck (Autriche) | Shauna Coxsey (2)  | Anna Stöhr    | Akiyo Noguchi |
| 31 mai   | Toronto (Canada)     | Akiyo Noguchi (14) | Shauna Coxsey | Alex Puccio   |
| 6 juin   | Vail (États-Unis)    | Akiyo Noguchi (15) | Fanny Gibert  | Anna Stöhr    |
| 20 juin  | Haiyang (Chine)      | Akiyo Noguchi (16) | Shauna Coxsey | Anna Stöhr    |
| 27 juin  | Laval (France)       | Akiyo Noguchi (17) | Miho Nonaka   | Juliane Wurm  |

### Vitesse

#### Hommes
| Étapes     | Lieu                 | Or                    | Argent                 | Bronze                    |
| ---------- | -------------------- | --------------------- | ---------------------- | ------------------------- |
| 26 avril   | Chongqing (Chine)    | Stanislav Kokorin (9) | Danyil Boldyrev        | Libor Hroza               |
| 3 mai      | Bakou (Azerbaïdjan)  | Danyil Boldyrev (2)   | Evgenii Vaitsekhovskii | QiXin Zhong               |
| 20 juin    | Haiyang (Chine)      | QiXin Zhong (7)       | Marcin Dzieński        | Danyil Boldyrev           |
| 10 juillet | Chamonix (France)    | Danyil Boldyrev (3)   | Marcin Dzieński        | Reza Alipourshenazandifar |
| 30 août    | Arco (Italie)        | Libor Hroza (4)       | Bassa Mawem            | Alessandro Santoni        |
| 11 octobre | Mokpo (Corée du Sud) | Marcin Dzieński       | Libor Hroza            | Danyil Boldyrev           |
| 18 octobre | Wujiang (Chine)      | QiXin Zhong (8)       | Libor Hroza            | Bassa Mawem               |

#### Femmes
| Étapes     | Lieu                 | Or                    | Argent               | Bronze            |
| ---------- | -------------------- | --------------------- | -------------------- | ----------------- |
| 26 avril   | Chongqing (Chine)    | Iuliia Kaplina (4)    | Mariia Krasavina     | Anouck Jaubert    |
| 3 mai      | Bakou (Azerbaïdjan)  | Mariia Krasavina (2)  | Iuliia Kaplina       | Anouck Jaubert    |
| 20 juin    | Haiyang (Chine)      | Mariia Krasavina (3)  | Iuliia Kaplina       | Anouck Jaubert    |
| 10 juillet | Chamonix (France)    | Alina Gaidamakina (8) | Aleksandra Rudzinska | Mariia Krasavina  |
| 30 août    | Arco (Italie)        | Anouck Jaubert        | Yuliya Levochkina    | Mariia Krasavina  |
| 11 octobre | Mokpo (Corée du Sud) | Iuliia Kaplina (5)    | Anouck Jaubert       | Patrycja Chudziak |
| 18 octobre | Wujiang (Chine)      | Mariia Krasavina (4)  | Anouck Jaubert       | Iuliia Kaplina    |

## Classements

### Difficulté
| Place | Grimpeur                 | Étape de coupe du monde | Étape de coupe du monde | Étape de coupe du monde | Étape de coupe du monde | Étape de coupe du monde | Étape de coupe du monde | Étape de coupe du monde | Étape de coupe du monde | Total de points |
| Place | Grimpeur                 | [ 2 ]                   | [ 3 ]                   | [ 4 ]                   | [ 5 ]                   | [ 6 ]                   | [ 7 ]                   | [ 8 ]                   | [ 9 ]                   | Total de points |
| ----- | ------------------------ | ----------------------- | ----------------------- | ----------------------- | ----------------------- | ----------------------- | ----------------------- | ----------------------- | ----------------------- | --------------- |
| 1er   | Jakob Schubert           | 100 (1er)               | 80 (2e)                 | 65 (3e)                 | 65 (3e)                 | 100 (1er)               | 18 (17e)                | 55 (4e)                 | 51 (5e)                 | 516             |
| 2e    | Sean McColl              | 80 (2e)                 | 37 (9e)                 | 47 (6e)                 | 80 (2e)                 | 51 (5e)                 | 51 (5e)                 | 51 (5e)                 | 80 (2e)                 | 440             |
| 3e    | Adam Ondra               | 37 (9e)                 | 4 (27e)                 | 40 (8e)                 | 100 (1er)               | 37 (9e)                 | 14 (19e)                | 100 (1er)               | 100 (1er)               | 428             |
| 4e    | Romain Desgranges        | 55 (4e)                 | 51 (5e)                 | 80 (2e)                 | 55 (4e)                 | 65 (3e)                 | 65 (3e)                 | 43 (7e)                 | 43 (7e)                 | 414             |
| 5e    | Domen Skofic             | 47 (6e)                 | 65 (3e)                 | 24 (14e)                | 43 (7e)                 | 80 (2e)                 | 55 (4e)                 | 65 (3e)                 | 55 (4e)                 | 410             |
| 6e    | Ramón Julián Puigblanque | 22 (15e)                | 47 (6e)                 | 55 (4e)                 | 47 (6e)                 | 55 (4e)                 | 80 (2e)                 | 6 (25e)                 | 40 (8e)                 | 346             |
| 7e    | Sachi Amma               | -                       | 100 (1er)               | 100 (1er)               | -                       | -                       | -                       | 80 (2e)                 | 65 (3e)                 | 345             |
| 8e    | Gautier Supper           | 65 (3e)                 | 16 (18e)                | 51 (5e)                 | 51 (5e)                 | 40 (8e)                 | 40 (8e)                 | 40 (8e)                 | 28 (12e)                | 315             |
| 9e    | Stefano Ghisolfi         | 43 (7e)                 | 6 (25e)                 | 20 (16e)                | 40 (8e)                 | 47 (6e)                 | 100 (1er)               | 16 (18e)                | 47 (6e)                 | 313             |
| 10e   | Magnus Midtboe           | 34 (10e)                | 43 (7e)                 | 32 (10e)                | 34 (10e)                | 34 (10e)                | 28 (12e)                | 47 (6e)                 | -                       | 252             |

| - Vainqueur - 2e place - 3e place | - Finaliste - Demi-finaliste - Classé, dans les points | - Classé, hors des points - Disqualifié (Dq.) - N'a pas participé ( - ) |

| Place | Grimpeur             | Étape de coupe du monde | Étape de coupe du monde | Étape de coupe du monde | Étape de coupe du monde | Étape de coupe du monde | Étape de coupe du monde | Étape de coupe du monde | Étape de coupe du monde | Total de points |
| Place | Grimpeur             | [ 10 ]                  | [ 11 ]                  | [ 12 ]                  | [ 13 ]                  | [ 14 ]                  | [ 15 ]                  | [ 16 ]                  | [ 17 ]                  | Total de points |
| ----- | -------------------- | ----------------------- | ----------------------- | ----------------------- | ----------------------- | ----------------------- | ----------------------- | ----------------------- | ----------------------- | --------------- |
| 1er   | Jain Kim             | 100 (1er)               | 100 (1er)               | 100 (1er)               | 80 (2e)                 | 47 (6e)                 | 34 (10e)                | 100 (1er)               | 80 (2e)                 | 607             |
| 2e    | Mina Markovic        | 51 (5e)                 | 65 (3e)                 | 47 (6e)                 | 51 (5e)                 | 100 (1er)               | 100 (1er)               | 80 (2e)                 | 100 (1er)               | 547             |
| 3e    | Magdalena Röck       | 80 (2e)                 | 80 (2e)                 | 80 (2e)                 | 100 (1er)               | 55 (4e)                 | 55 (4e)                 | 51 (5e)                 | 37 (9e)                 | 501             |
| 4e    | Anak Verhoeven       | 65 (3e)                 | 55 (4e)                 | 65 (3e)                 | 55 (4e)                 | 80 (2e)                 | 80 (2e)                 | 47 (6e)                 | 43 (7e)                 | 447             |
| 5e    | Hélène Janicot       | 43 (7e)                 | 22 (15e)                | 37 (9e)                 | 37 (9e)                 | 65 (3e)                 | 65 (3e)                 | 43 (7e)                 | 34 (10e)                | 324             |
| 6e    | Katharina Posch      | 34 (10e)                | 26 (13e)                | 40 (8e)                 | 22 (15e)                | 51 (5e)                 | 51 (5e)                 | 28 (12e)                | 51 (5e)                 | 281             |
| 7e    | Maja Vidmar          | -                       | 28 (12e)                | 55 (4e)                 | -                       | 37 (9e)                 | 40 (8e)                 | 65 (3e)                 | 40 (8e)                 | 265             |
| 8e    | Dinara Fakhritdinova | 47 (6e)                 | 51 (5e)                 | 34 (10e)                | 26 (13e)                | 31 (11e)                | 26 (13e)                | 22 (15e)                | 5 (26e)                 | 237             |
| 9e    | Yuka Kobayashi       | 40 (8e)                 | 12 (20e)                | 16 (18e)                | -                       | 34 (10e)                | 47 (6e)                 | 40 (8e)                 | 47 (6e)                 | 236             |
| 10e   | Akiyo Noguchi        | -                       | 47 (6e)                 | 43 (7e)                 | -                       | -                       | -                       | 55 (4e)                 | 65 (3e)                 | 210             |

| - Vainqueur - 2e place - 3e place | - Finaliste - Demi-finaliste - Classé, dans les points | - Classé, hors des points - Disqualifié (Dq.) - N'a pas participé ( - ) |

### Bloc
| Place | Grimpeur                 | Étape de coupe du monde | Étape de coupe du monde | Étape de coupe du monde | Étape de coupe du monde | Étape de coupe du monde | Étape de coupe du monde | Étape de coupe du monde | Étape de coupe du monde | Total de points |
| Place | Grimpeur                 | [ 18 ]                  | [ 19 ]                  | [ 20 ]                  | [ 21 ]                  | [ 22 ]                  | [ 23 ]                  | [ 24 ]                  | [ 25 ]                  | Total de points |
| ----- | ------------------------ | ----------------------- | ----------------------- | ----------------------- | ----------------------- | ----------------------- | ----------------------- | ----------------------- | ----------------------- | --------------- |
| 1er   | Jan Hojer                | 100 (1er)               | 80 (2e)                 | 100 (1er)               | 34 (10e)                | 80 (2e)                 | 43 (7e)                 | 100 (1er)               | 55 (4e)                 | 558             |
| 2e    | Dmitry Sharafutdinov     | 80 (2e)                 | 100 (1er)               | 80 (2e)                 | 55 (4e)                 | -                       | 100 (1er)               | 43 (7e)                 | 9 (21e)                 | 467             |
| 3e    | Guillaume Glairon Mondet | 51 (5e)                 | 22 (15e)                | 34 (10e)                | 51 (5e)                 | 100 (1er)               | 80 (2e)                 | 65 (3e)                 | 80 (2e)                 | 461             |
| 4e    | Rustam Gelmanov          | 22 (15e)                | 65 (3e)                 | 22 (15e)                | 65 (3e)                 | 51 (5e)                 | 12 (20e)                | -                       | 100 (1er)               | 337             |
| 5e    | Kilian Fischhuber        | 14 (19e)                | 55 (4e)                 | 65 (3e)                 | 100 (1er)               | 40 (8e)                 | 51 (5e)                 | -                       | -                       | 325             |
| 6e    | Sean McColl              | -                       | -                       | 9 (21e)                 | 40 (8e)                 | 65 (3e)                 | 65 (3e)                 | 80 (2e)                 | 43 (7e)                 | 302             |
| 7e    | Jeremy Bonder            | 31 (11e)                | 51 (5e)                 | 18 (17e)                | 9 (22e)                 | 43 (7e)                 | 55 (4e)                 | -                       | 65 (3e)                 | 272             |
| 8e    | Jernej Kruder            | 26 (13e)                | 20 (16e)                | 47 (6e)                 | 43 (7e)                 | 37 (9e)                 | 22 (15e)                | -                       | 32 (10e)                | 227             |
| 9e    | Jongwon Chon             | 43 (7e)                 | -                       | -                       | -                       | 55 (4e)                 | 20 (16e)                | 55 (4e)                 | 22 (15e)                | 195             |
| 10e   | Jorg Verhoeven           | 65 (3e)                 | 24 (14e)                | 0 (31e)                 | 24 (14e)                | 18 (17e)                | 18 (17e)                | 26 (13e)                | 18 (17e)                | 193             |

| - Vainqueur - 2e place - 3e place | - Finaliste - Demi-finaliste - Classé, dans les points | - Classé, hors des points - Disqualifié (Dq.) - N'a pas participé ( - ) |

| Place | Grimpeur           | Étape de coupe du monde | Étape de coupe du monde | Étape de coupe du monde | Étape de coupe du monde | Étape de coupe du monde | Étape de coupe du monde | Étape de coupe du monde | Étape de coupe du monde | Total de points |
| Place | Grimpeur           | [ 26 ]                  | [ 27 ]                  | [ 28 ]                  | [ 29 ]                  | [ 30 ]                  | [ 31 ]                  | [ 32 ]                  | [ 33 ]                  | Total de points |
| ----- | ------------------ | ----------------------- | ----------------------- | ----------------------- | ----------------------- | ----------------------- | ----------------------- | ----------------------- | ----------------------- | --------------- |
| 1er   | Akiyo Noguchi      | 65 (3e)                 | 80 (2e)                 | 55 (4e)                 | 65 (3e)                 | 100 (1er)               | 100 (1er)               | 100 (1er)               | 100 (1er)               | 610             |
| 2e    | Shauna Coxsey      | 80 (2e)                 | 65 (3e)                 | 100 (1er)               | 100 (1er)               | 80 (2e)                 | 51 (5e)                 | 80 (2e)                 | 51 (5e)                 | 556             |
| 3e    | Anna Stöhr         | 51 (5e)                 | 100 (1er)               | 80 (2e)                 | 80 (2e)                 | 40 (8e)                 | 65 (3e)                 | 65 (3e)                 | 47 (6e)                 | 481             |
| 4e    | Juliane Wurm       | 100 (1er)               | 55 (4e)                 | 65 (3e)                 | 40 (8e)                 | 51 (5e)                 | 43 (7e)                 | 51 (5e)                 | 65 (3e)                 | 430             |
| 5e    | Miho Nonaka        | -                       | -                       | 40 (8e)                 | 47 (6e)                 | 55 (4e)                 | 31 (11e)                | 47 (6e)                 | 80 (2e)                 | 300             |
| 6e    | Alex Puccio        | 55 (4e)                 | 47 (6e)                 | 51 (5e)                 | 37 (9e)                 | 65 (3e)                 | 34 (10e)                | -                       | -                       | 289             |
| 7e    | Marine Thévenet    | 47 (6e)                 | 43 (7e)                 | 28 (12e)                | 51 (5e)                 | 24 (14e)                | 47 (6e)                 | -                       | 37 (9e)                 | 277             |
| 8e    | Fanny Gibert       | 43 (7e)                 | 31 (11e)                | 7 (23e)                 | 26 (13e)                | 28 (12e)                | 80 (2e)                 | -                       | 55 (4e)                 | 270             |
| 9e    | Katharina Saurwein | 9 (21e)                 | 28 (12e)                | -                       | 43 (7e)                 | 20 (16e)                | 37 (9e)                 | 40 (8e)                 | 20 (18e)                | 197             |
| 10e   | Momoka Oda         | 34 (10e)                | 40 (8e)                 | 34 (10e)                | 34 (10e)                | -                       | -                       | 34 (10e)                | -                       | 174             |

| - Vainqueur - 2e place - 3e place | - Finaliste - Demi-finaliste - Classé, dans les points | - Classé, hors des points - Disqualifié (Dq.) - N'a pas participé ( - ) |

### Vitesse
| Place | Grimpeur               | Étape de coupe du monde | Étape de coupe du monde | Étape de coupe du monde | Étape de coupe du monde | Étape de coupe du monde | Étape de coupe du monde | Étape de coupe du monde | Total de points |
| Place | Grimpeur               | [ 34 ]                  | [ 35 ]                  | [ 36 ]                  | [ 37 ]                  | [ 38 ]                  | [ 39 ]                  | [ 40 ]                  | Total de points |
| ----- | ---------------------- | ----------------------- | ----------------------- | ----------------------- | ----------------------- | ----------------------- | ----------------------- | ----------------------- | --------------- |
| 1er   | Danylo Boldyrev        | 80 (2e)                 | 100 (1er)               | 65 (3e)                 | 100 (1er)               | 51 (5e)                 | 65 (3e)                 | 34 (10e)                | 461             |
| 2e    | Libor Hroza            | 65 (3e)                 | 51 (5e)                 | 40 (8e)                 | 43 (7e)                 | 100 (1er)               | 80 (2e)                 | 80 (2e)                 | 419             |
| 3e    | Marcin Dzieński        | 47 (6e)                 | 31 (11e)                | 80 (2e)                 | 80 (2e)                 | 55 (4e)                 | 100 (1er)               | 40 (8e)                 | 402             |
| 4e    | Qixin Zhong            | 40 (8e)                 | 65 (3e)                 | 100 (1er)               | 40 (8e)                 | 20 (16e)                | -                       | 100 (1er)               | 365             |
| 5e    | Bassa Mawem            | 51 (5e)                 | 55 (4e)                 | 43 (7e)                 | 55 (4e)                 | 80 (2e)                 | 55 (4e)                 | 65 (3e)                 | 361             |
| 6e    | Stanislav Kokorin      | 100 (1er)               | 47 (6e)                 | 47 (6e)                 | 20 (16e)                | 47 (6e)                 | 43 (7e)                 | 55 (4e)                 | 339             |
| 7e    | Evgenii Vaitcekhovskii | 55 (4e)                 | 80 (2e)                 | 55 (4e)                 | 24 (14e)                | 22 (15e)                | 51 (5e)                 | 47 (6e)                 | 312             |
| 8e    | Arseniy Shevchenko     | 31 (11e)                | 43 (7e)                 | 37 (9e)                 | 34 (10e)                | 43 (7e)                 | 47 (6e)                 | 43 (7e)                 | 247             |
| 9e    | Quentin Nambot         | -                       | -                       | -                       | 51 (5e)                 | 40 (8e)                 | 37 (9e)                 | 37 (9e)                 | 165             |
| 10e   | Leonardo Gontero       | 22 (15e)                | 34 (10e)                | -                       | 31 (11e)                | 37 (9e)                 | -                       | -                       | 124             |

| - Vainqueur - 2e place - 3e place | - Finaliste - Demi-finaliste - Classé, dans les points | - Classé, hors des points - Disqualifié (Dq.) - N'a pas participé ( - ) |

| Place | Grimpeur             | Étape de coupe du monde | Étape de coupe du monde | Étape de coupe du monde | Étape de coupe du monde | Étape de coupe du monde | Étape de coupe du monde | Étape de coupe du monde | Total de points |
| Place | Grimpeur             | [ 41 ]                  | [ 42 ]                  | [ 43 ]                  | [ 44 ]                  | [ 45 ]                  | [ 46 ]                  | [ 47 ]                  | Total de points |
| ----- | -------------------- | ----------------------- | ----------------------- | ----------------------- | ----------------------- | ----------------------- | ----------------------- | ----------------------- | --------------- |
| 1er   | Mariia Krasavina     | 80 (2e)                 | 100 (1er)               | 100 (1er)               | 65 (3e)                 | 65 (3e)                 | 47 (6e)                 | 100 (1er)               | 510             |
| 2e    | Iuliia Kaplina       | 100 (1er)               | 80 (2e)                 | 80 (2e)                 | 51 (5e)                 | 22 (15e)                | 100 (1er)               | 65 (3e)                 | 476             |
| 3e    | Anouck Jaubert       | 65 (3e)                 | 65 (3e)                 | 65 (3e)                 | 55 (4e)                 | 100 (1er)               | 80 (2e)                 | 80 (2e)                 | 455             |
| 4e    | Klaudia Buczek       | 51 (5e)                 | 43 (7e)                 | 43 (7e)                 | 43 (7e)                 | 16 (18e)                | 55 (4e)                 | 55 (4e)                 | 290             |
| 5e    | Yuliya Levochkina    | 55 (4e)                 | 51 (5e)                 | 51 (5e)                 | 28 (12e)                | 80 (2e)                 | -                       | -                       | 265             |
| 6e    | Aleksandra Rudzinska | 40 (8e)                 | 55 (4e)                 | 55 (4e)                 | 80 (2e)                 | 20 (16e)                | -                       | -                       | 250             |
| 7e    | Alina Gaidamakina    | 22 (15e)                | 47 (6e)                 | 47 (6e)                 | 100 (1er)               | 26 (13e)                | -                       | -                       | 242             |
| 7e    | Monika Prokopiuk     | 24 (14e)                | 22 (15e)                | 37 (9e)                 | 40 (8e)                 | 47 (6e)                 | 51 (5e)                 | 43 (7e)                 | 242             |
| 9e    | Edyta Ropek          | 37 (9e)                 | 26 (13e)                | 34 (10e)                | 20 (16e)                | 37 (9e)                 | 40 (8e)                 | 51 (5e)                 | 225             |
| 10e   | Patrycja Chudziak    | -                       | -                       | -                       | 37 (9e)                 | 55 (4e)                 | 65 (3e)                 | 47 (6e)                 | 204             |

| - Vainqueur - 2e place - 3e place | - Finaliste - Demi-finaliste - Classé, dans les points | - Classé, hors des points - Disqualifié (Dq.) - N'a pas participé ( - ) |

## Autres compétitions mondiales de la saison

### Championnats du monde d'escalade 2014

#### Difficulté

##### Hommes
| Étapes       | Lieu            | Or         | Argent                   | Bronze     |
| ------------ | --------------- | ---------- | ------------------------ | ---------- |
| 12 septembre | Gijón (Espagne) | Adam Ondra | Ramón Julián Puigblanque | Sachi Amma |

##### Femmes
| Étapes       | Lieu            | Or       | Argent        | Bronze         |
| ------------ | --------------- | -------- | ------------- | -------------- |
| 12 septembre | Gijón (Espagne) | Jain Kim | Mina Markovič | Magdalena Röck |

#### Bloc

##### Hommes
| Étapes  | Lieu               | Or         | Argent        | Bronze    |
| ------- | ------------------ | ---------- | ------------- | --------- |
| 21 août | Munich (Allemagne) | Adam Ondra | Jernej Kruder | Jan Hojer |

##### Femmes
| Étapes  | Lieu               | Or           | Argent      | Bronze        |
| ------- | ------------------ | ------------ | ----------- | ------------- |
| 21 août | Munich (Allemagne) | Juliane Wurm | Alex Puccio | Akiyo Noguchi |

#### Vitesse

##### Hommes
| Étapes       | Lieu            | Or              | Argent            | Bronze                    |
| ------------ | --------------- | --------------- | ----------------- | ------------------------- |
| 12 septembre | Gijón (Espagne) | Danyil Boldyrev | Stanislav Kokorin | Reza Alipourshenazandifar |

##### Femmes
| Étapes       | Lieu            | Or                | Argent         | Bronze               |
| ------------ | --------------- | ----------------- | -------------- | -------------------- |
| 12 septembre | Gijón (Espagne) | Alina Gaidamakina | Klaudia Buczek | Aleksandra Rudzinska |

#### Combiné

##### Hommes
| Étapes  | Lieu                                  | Or              | Argent    | Bronze       |
| ------- | ------------------------------------- | --------------- | --------- | ------------ |
| 21 août | Munich (Allemagne) et Gijón (Espagne) | Sean McColl (2) | Jan Hojer | Alban Levier |

##### Femmes
| Étapes  | Lieu                                  | Or              | Argent         | Bronze        |
| ------- | ------------------------------------- | --------------- | -------------- | ------------- |
| 21 août | Munich (Allemagne) et Gijón (Espagne) | Charlotte Durif | Petra Klingler | Mina Markovič |